# Lago Katzensee
O Lago Katzensee É um lago na fronteira da cidade de Zurique e Regensdorf no Cantão de Zurique, Suíça. A sua superfície é de 0,36 km².
Este lago foi pintado em aquarela por Jakob Weidemann em 1930.